# 莱茵笔会
莱茵笔会（德語：Laiyin Forum）是一个留学德国的中国学生学者的学术团体，于1987年7月底在威斯巴登成立。
莱茵笔会曾于1987年创刊出版中国留德学人杂志《莱茵通信》 ，2005年底停刊。它通过出版杂志，举办各种研讨会，出版书籍等方式致力于思想，文化方面的研究，探讨中国未来的发展，成为海外学人的自由思想论坛和文化园地。
 